# كينتا كوماتسو
كينتا كوماتسو (باليابانية: 小松 憲太) (19 يناير 1988 في ناغانو في اليابان – )؛ هو لاعب كرة قدم ياباني سابق كان يلعب كلاعب وسط.

## وصلات خارجية
- كينتا كوماتسو على موقع رابطة كرة القدم اليابانية للمحترفين (اليابانية)
- كينتا كوماتسو على موقع قاعدة بيانات كرة القدم.إي يو (الإنجليزية)
- كينتا كوماتسو على موقع Soccerway.com (الإنجليزية)